# باول أ. فيشر
باول أ. فيشر (بالإنجليزية: Paul A. Fisher)‏ هو صحفي ومؤلف وكاتب أمريكي، ولد في 12 مارس 1921 في إنديانابوليس في الولايات المتحدة، وتوفي في 5 ديسمبر 2007 بسبب سكتة.